# Valery Larbaud-díj
A  Valery Larbaud-díj   (Prix Littéraire Valery Larbaud)  egy irodalmi díj Franciaországban, melyet 1957-ben alapított a L'Association Internationale des Amis de Valery Larbaud  (Valery Larbaud barátainak nemzetközi szövetsége), Valery Larbaud író halálának évében. A szervezet kezdetben a francia író műveit szerette volna ismertté tenni. Az irodalmi elismerést olyan írók könyveinek ítélik, melyekről a döntőbírák úgy gondolják, hogy Larbaud szívesen olvasott volna. A díjat mindig  Vichy-ben adják át május utolsó hétvégéjén.

## Díjazottak
- 1967 – Michel Dard, Mélusine
- 1968 – Robert Levesque, Les Bains d'Estramadure
- 1969 – Claude Roy, Le verbe Aimer et autres essais
- 1970 – Henri Thomas, La Relique
- 1971 – Guy Rohou, Le Bateau des Iles
- 1972 – J.M.G. Le Clézio és Frida Weissman
- 1973 – Georges Perros, Papiers collés I, II
- 1974 – Pierre Leyris
- 1975 – Muriel Cerf, Le Diable vert
- 1976 – Marcel Thiry, Toi qui pâlis au nom de Vancouver
- 1977 – Jean Blot, Les Cosmopolites és Françoise Lioure
- 1978 – Philippe Jacottet
- 1979 – Georges Piroué, Feux et lieux
- 1980 – Paule Constant, Ouregano
- 1981 – Noël Devaulx
- 1982 – Chistian Giudicelli, Une affaire de famille
- 1983 – Jacques Réda
- 1984 – Hubert Nyssen
- 1985 – Jean Lescure és Bernard Delvaille
- 1986 – René de Ceccatty, L'Or et la Poussière
- 1987 – Emmanuel Carrère, Le Détroit de Behring
- 1988 – Jean-Marie Laclavetine, Donnafugata
- 1989 – Jean Rolin, La ligne de front
- 1990 – Frédéric-Jacques Temple, Anthologie Personnelles
- 1991 – Frédéric Vitoux, Sérénissime
- 1992 – Nicolas Bréhal, Sonate au Clair de Lune
- 1993 – Olivier Germain-Thomas, Au cœur de l'enfance
- 1994 – Jean-Noël Pancrazi, Le Silence des Passions
- 1995 – Alain Blottière, L'Enchantement
- 1996 – François Bott, Radiguet
- 1997 – Jean-Paul Enthoven, Les enfants de Saturne
- 1998 – Gérard Macé, Colportage I et II
- 1999 – Gilles Leroy, Machines à sous
- 2000 – Guy Goffette, Partance et autres lieux
- 2002 – Jean-Claude Pirotte, Ange Vincent
- 2003 – Georges Olivier Châteaureynaud, Au fond du Paradis
- 2004 – Jean-Bertrand Pontalis, La Traversée des ombres
- 2005 – Christine Jordis, Une passion excentrique : visites anglaises
- 2006 – Pierre Jourde, Festins secrets
- 2007 – Vincent Delecroix, Ce qui est perdu
- 2008 – Thomas B. Reverdy, Les derniers feux
- 2009 – Michel Lafon, Une vie de Pierre Ménard
- 2010 – Cloé Korman, Les Hommes-couleurs
- 2011 – Jérôme Ferrari, Où j'ai laissé mon âme
- 2012 – Shumona Sinha, Assommons les pauvres
- 2013 – Éric Vuillard, Congo és La Bataille d’Occident
- 2014 – Frédéric Verger, Arden
- 2015 – Luba Jurgenson, Au lieu du péril
- 2016 – Hédi Kaddour, Les Prépondérants
- 2017 – Jean-Baptiste Del Amo, Règne animal
- 2018 – Maud Simonnot, La nuit pour adresse
- 2019 – Anton Beraber, La Grande Idée
- 2020 – Jacques Drillon, Cadence
- 2021 : nincs díjkiosztás
- 2022 : nincs díjkiosztás
- 2023 : nincs díjkiosztás
- 2024 : Christiane Rancé, Bella Italia : un itinéraire amoureux[3]

## Lásd még
- Francia irodalom
- Irodalmi díjak listája